# غاري كيمبل (لاعب كرة قدم)
غاري كيمبل (بالإنجليزية: Garry Kimble)‏ هو لاعب كرة قدم بريطاني، ولد في 6 أغسطس 1966 في بول في المملكة المتحدة. لعب مع تشارلتون أثلتيك وكامبريدج يونايتد ونادي إكزتر سيتي ونادي بيتربورو يونايتد ونادي دونكاستر روفرز ونادي غيلينغهام ونادي فولهام.